# 中国人民武装警察部队参谋部
中国人民武装警察部队参谋部，位于北京市，是中国人民武装警察部队总部机关职能部门。

## 沿革
1983年1月，中国人民武装警察部队总部成立，总部机关设有司令部、政治部、后勤部。中国人民武装警察部队总部机构原定是正兵团级，后来改为副大军区级，其司令部、政治部、后勤部为正军级。1995年12月，中央军委决定：中国人民武装警察部队总部从副大军区级调整为正大军区级，中国人民武装警察部队总部司令部、政治部从正军级调整为副大军区级。
2016年改革前，中国人民武装警察部队司令部下设：作战部、情报部、警务部、训练部、警种部、通信部、装备部、直属工作部。
2016年1月1日，新华社发布《中央军委关于深化国防和军队改革的意见》，其中将推进武警部队改革列为2016年改革任务之一，2016年年底前将“基本完成阶段性改革任务”。2016年3月初，武警部队开始按新体制编制运行，武警部队机关由之前的司令部、政治部、后勤部改为四部委（参谋部、政治工作部、后勤部、纪律检查委员会）。

## 机构设置
- 作战勤务局[5]
- 训练局[6]
- 情报局[7]
- 规划和编制局[8]
- 直属工作局[9]
- 装备局[10]

……

## 历任领导
| 参谋长 1. 张永堂（1983年1月—1985年11月） 2. 范志伦（1985年11月—1987年6月） 3. 王文理 武警少将（1987年6月—1990年1月） 4. 金仁燮 少将（1990年1月—1993年6月） 5. 吴双战 武警中将（1993年6月—1999年12月，1996年2月起为兼任） 6. 陈传阔 武警中将（1999年12月—2003年12月） 7. 霍毅 武警中将（2003年12月—2006年8月） 8. 王建平 武警中将（2006年8月—2009年6月） 9. 牛志忠 武警中将（2009年6月—2015年6月） 10. 刘振立 少将（2015年6月—2015年12月） 11. 秦天 武警中将（2015年12月—2017年8月） 12. 郑家概 武警中将（2017年8月—2020年4月） 13. 王春宁 武警中将（2020年4月—2020年11月） 14. 周友亚 武警中将（2021年6月—2023年1月） 15. 周建国 武警中将（2023年1月—） | 副参谋长 - 曹岩华（1983年7月—1985年6月） - 王国庆（1983年7月—1986年3月） - 张俊祺（1983年12月—1986年3月） - 高文远 武警少将（1986年3月—1993年5月） - 安鲛驹 武警少将（1985年11月—1993年6月） - 李平 少将（1990年9月—1993年2月） - 孟振德 武警少将（1992年10月—1996年2月） - 张岳荣 武警少将（1993年2月—2000年4月） - 陈传阔 武警少将（1993年4月—1999年12月） - 何旺林 武警少将（1993年12月—1999年2月） - 霍毅 武警少将（1998年5月—2003年12月） - 冯守正 武警少将（1999年2月—2006年8月） - 王建平 武警少将（2000年4月—2006年8月） - 孙凤山 武警少将（2001年4月—2008年11月） - 杨德安 武警少将（2002年8月—2009年1月） - 刘红军 武警少将（2004年4月—2005年7月） - 薛国强 武警少将（2004年7月—2009年1月） - 戴洪生 武警少将（2006年8月—2009年12月） - 牛志忠 武警少将（2007年2月—2009年6月） - 潘昌杰 武警少将（2008年11月—2010年7月） - 张维业 武警少将（2009年—2010年12月） - 戴肃军 武警少将（2009年8月—2009年12月） - 姬延芳 武警少将（2010年1月—2013年） - 杨斌 武警少将（2010年5月—2014年12月） - 周爱民 武警少将（2010年9月—2014年7月） - 黄海辉 武警少将（2010年12月—2014年） - 杨士武 武警少将（2010年12月—2012年） - 齐保文 武警少将（2013年5月—） - 赵建军 武警少将（2014年—） - 魏佑江 武警少将（2014年9月—） - 何宏成 武警少将（2014年12月—） |